# 昆孔蛛
昆孔蛛（学名：Portia quei）为跳蛛科孔蛛属的动物。分布于越南以及中国大陆的湖南、广西、四川、贵州、云南等地。该物种的模式产地在越南。